# Улица Гагарина (Томск)
У́лица Гага́рина — улица в Томске, от площади Батенькова до Новособорной площади.

## История
Первое название улицы — Дворянская — встречается в архивных документах с 1825 года.
Пользовалась предпочтением у проезжающих через Томск из-за более пологих спусков и подъёмов, нежели на идущей рядом Почтамтской (ныне — проспект Ленина). В зимний период здесь устраивали катание с Юрточной горы.
На улице было много постоялых дворов — Пшеничникова (д. 13), Вачевского (на углу с Монастырским переулком), «Славянские» (д. 12); здесь находились торговые заведения и магазины крупнейших томских купцов — П. И. Макушина (д. 1), А. Ф. Второва (д. 5—7), И. И. Гадалова (д. 45—47).
Дом 7 занимала частная женская гимназия О. В. Миркович, в доме 2 были открыты Музыкальные классы Томского отделения Императорского музыкального общества, в доме 41 — музыкальная школа Ф. Н. Тютрюмовой.

## Новая история
С установлением советской власти частные владения были национализированы, в бывшем особняке Второва разместился Губернский военный комитет.
14 мая 1920 года улица была переименована в улицу Равенства.
В 1920-е годы на улице в доме 44 жила семья художника Вадима Мизерова, в одном из домов — известный слепой баянист Иван Иванович Маланин. Несколько лет на улице прожил будущий космонавт Николай Рукавишников.
14 апреля 1961 года улица «по просьбам трудящихся» была переименована в честь советского космонавта Юрия Гагарина, совершившего первый в мире космический полёт за два дня до этого.

## Достопримечательности

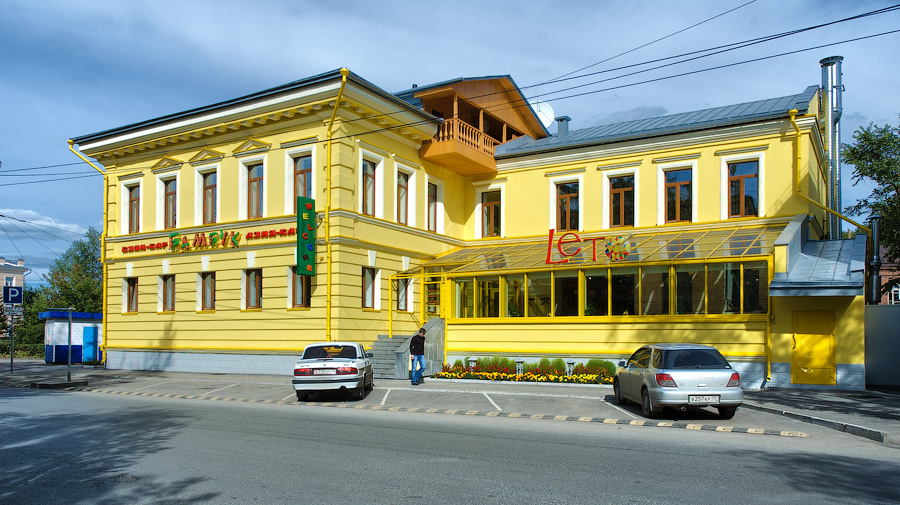
улица Гагарина, д. 2

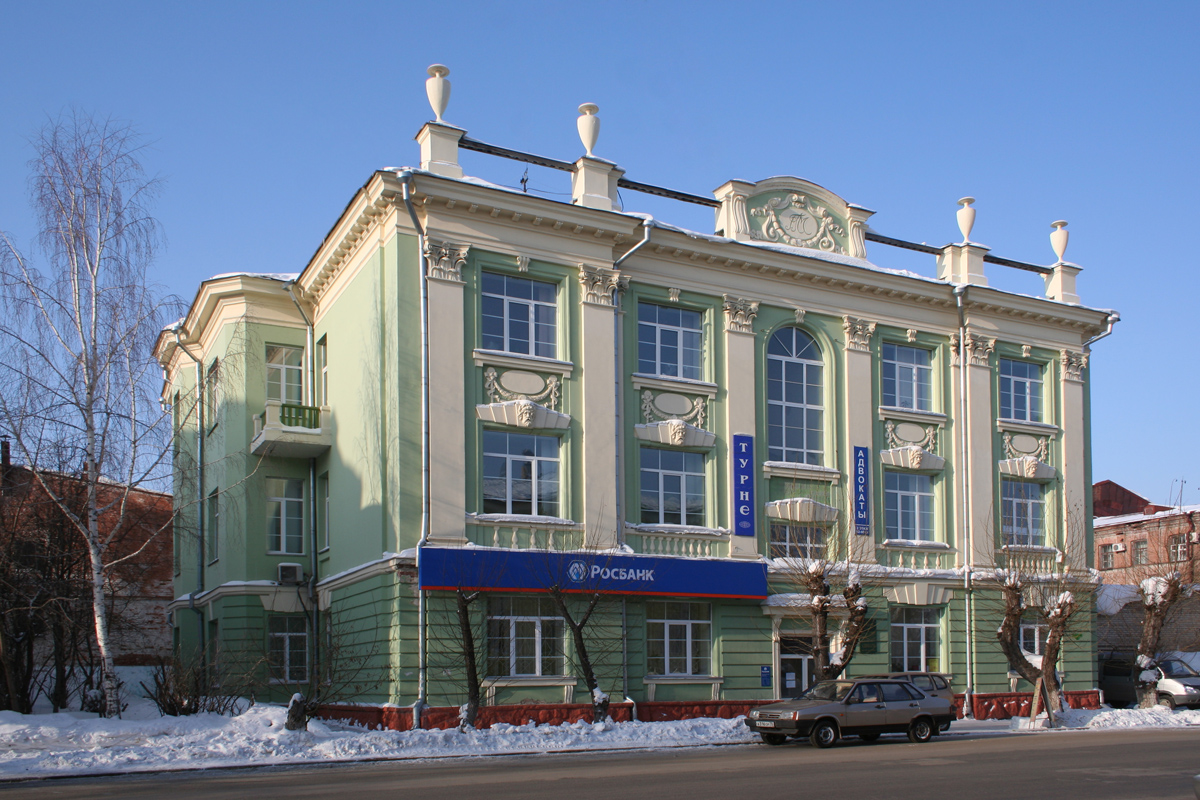
Особняк Второва

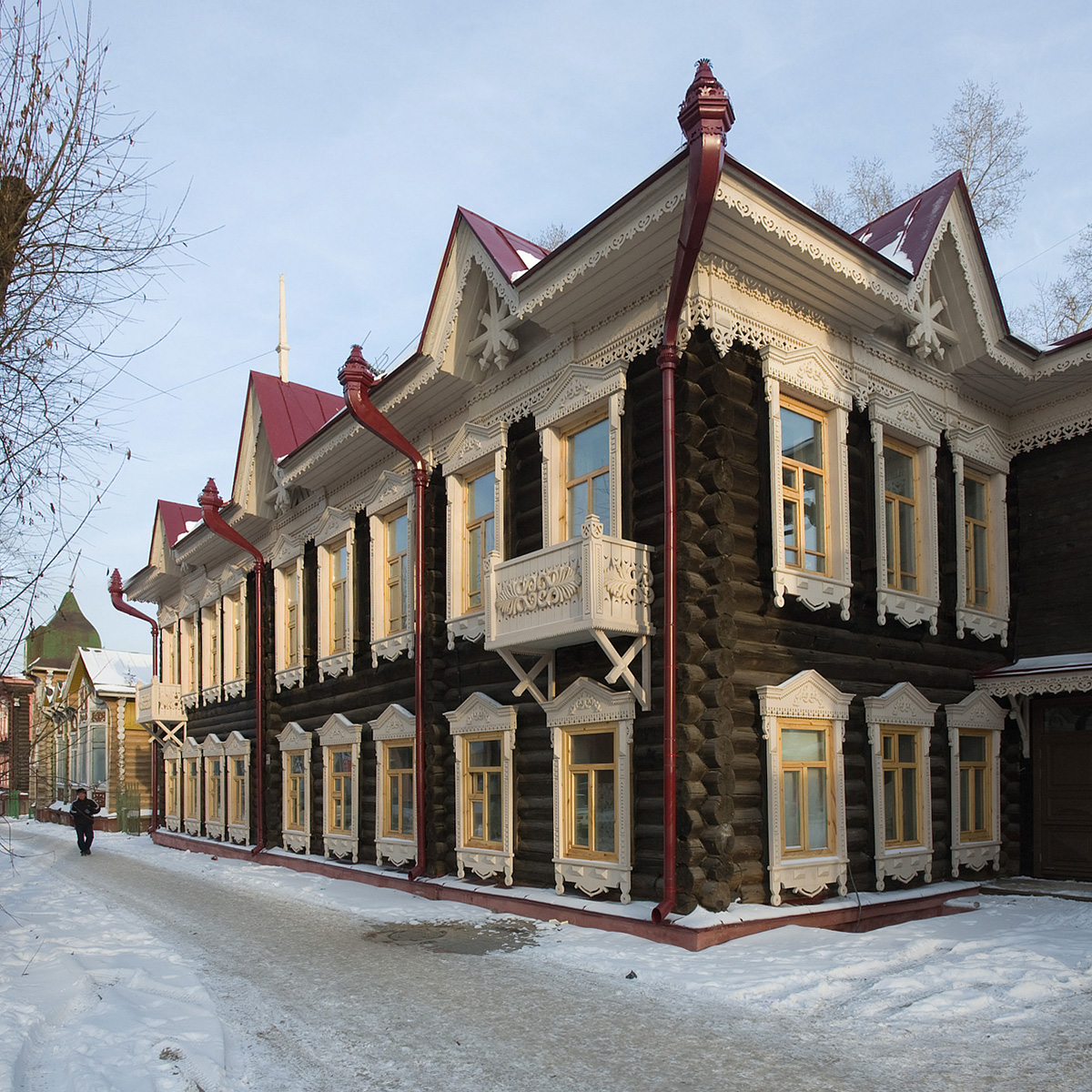
улица Гагарина, д. 44

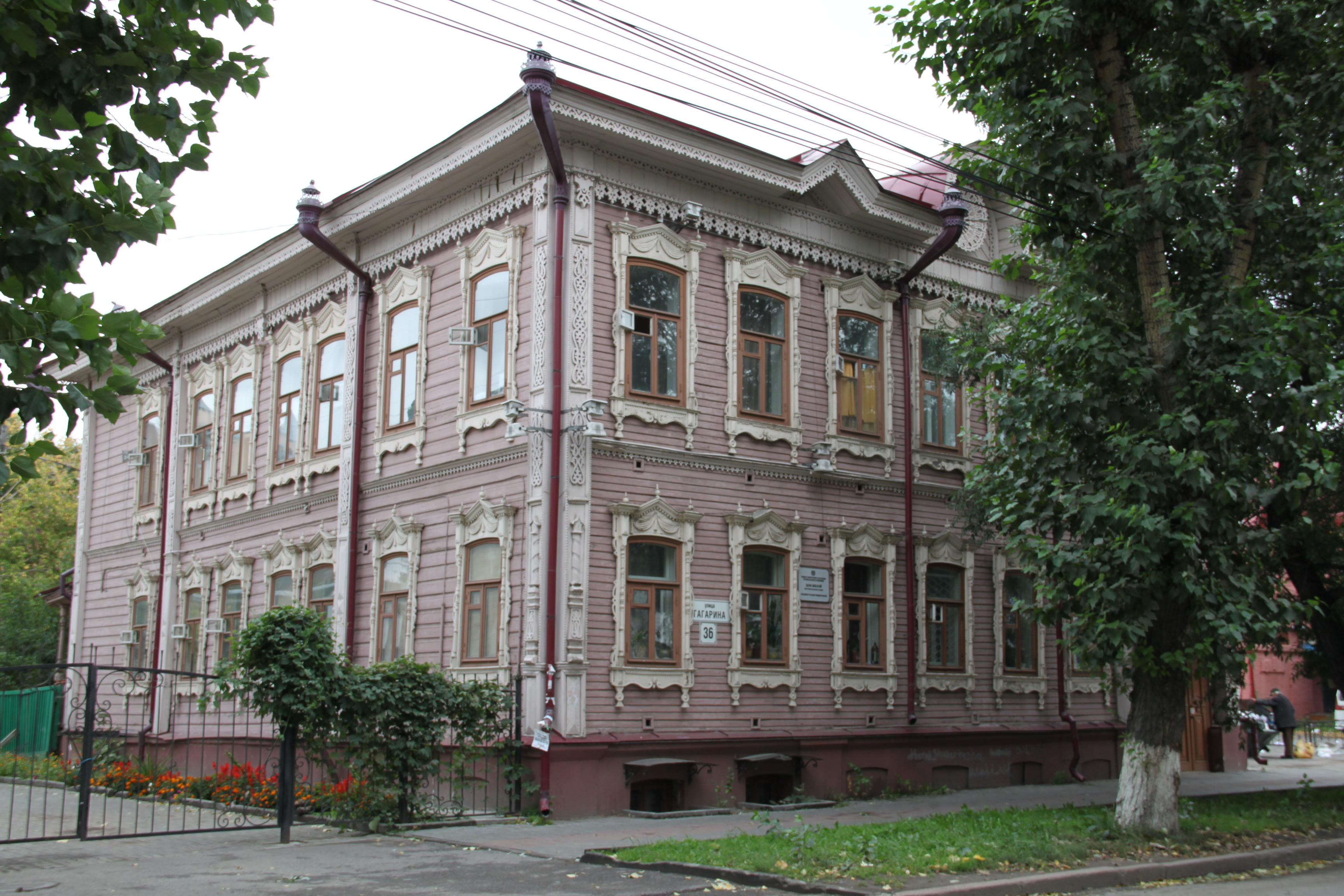
улица Гагарина, д. 36

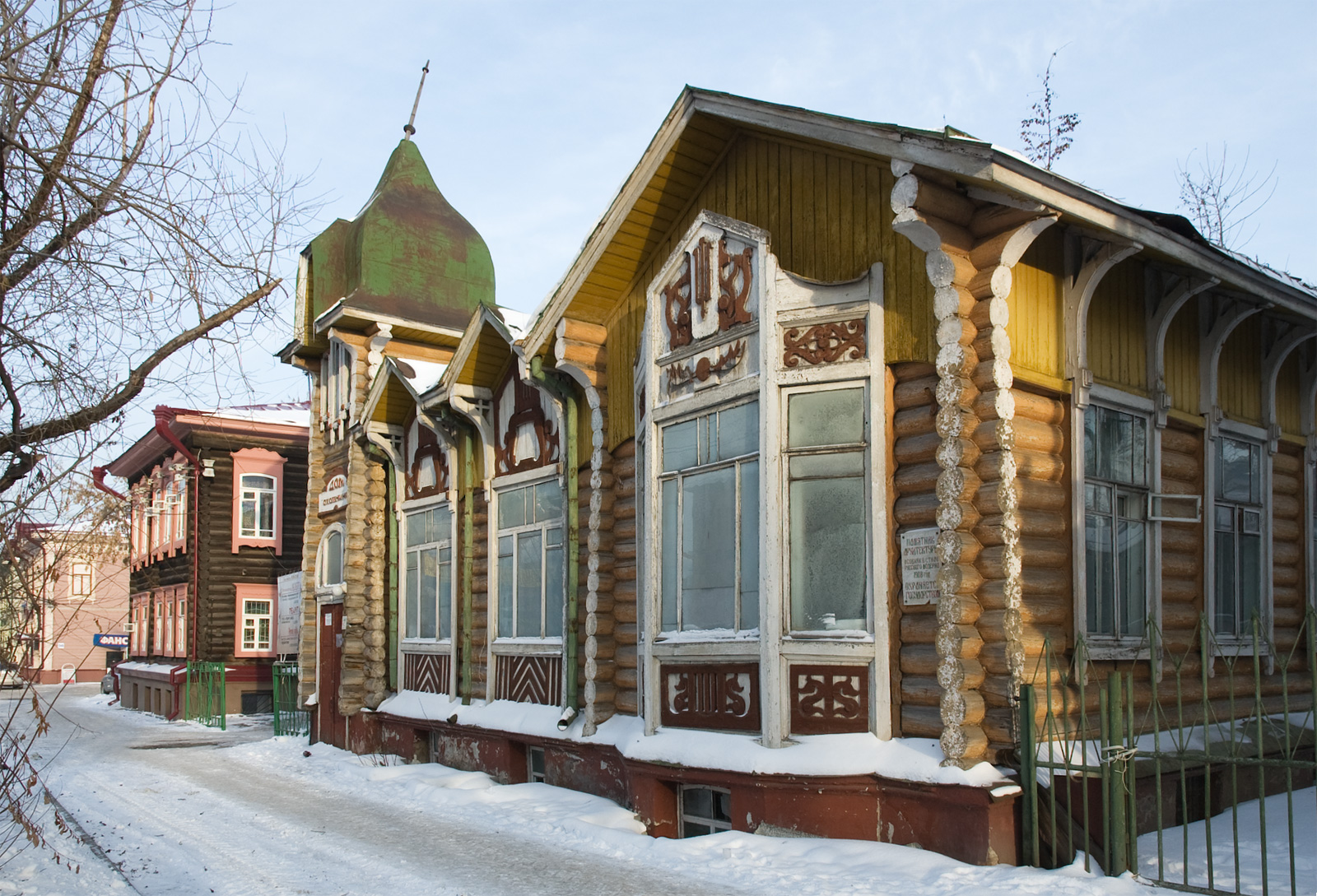
Дом охотника

д. 2 — особняк 1-й половины XIX века  7000107000
д. 3 — бывший особняк Второва  7000108000
д.11 — Дом сибирского товарищества печатного дела  7000109000 (недоступная ссылка)
д. 31 — мемориальная доска известному учёному-гляциологу М. В. Тронову (на фасаде по переулку Плеханова).
д. 32 —  7000110000 (недоступная ссылка)
д. 34 —  7000111000 (недоступная ссылка)
д. 36 —  7000112000 (недоступная ссылка)
д. 42 — бывший дом купца Александра Флегонтовича Громова  7010008000 (недоступная ссылка) («Дом охотника»)
д. 44 —  7000114000
д. 46 —  7000115000 (недоступная ссылка)